# Рациональная нормальная кривая
Рациональная нормальная кривая — гладкая рациональная кривая степени n в n-мерном проективном пространстве {\displaystyle \mathbb {P} ^{n}.} Она является одним из сравнительно простых проективных многообразий, более формально, она является образом вложения Веронезе, применённого к проективной прямой.

## Определение
Рациональная нормальная кривая может быть задана параметрически как образ отображения
{\displaystyle \nu :\mathbb {P} ^{1}\to \mathbb {P} ^{n}}
которое переводит точку с однородными координатами {\displaystyle [s:t]} в точку
{\displaystyle [s^{n}:s^{n-1}t:s^{n-2}t^{2}:\ldots :t^{n}].}
В аффинной карте {\displaystyle x_{0}=1} это отображение записывается более простым образом:
{\displaystyle \nu :x\mapsto (x,x^{2},\ldots ,x^{n}).}
Нетрудно видеть, что рациональная нормальная кривая получается замыканием аффинной кривой {\displaystyle (x,x^{2},\dots ,x^{n})} при помощи единственной бесконечно удалённой точки.
Эквивалентным образом, рациональную нормальную кривую можно задать как множество общих нулей однородных многочленов
{\displaystyle F_{i,j}(x_{0},\ldots ,x_{n})=x_{i}x_{j}-x_{i+1}x_{j-1},}
где {\displaystyle [x_{0}:\ldots :x_{n}]} — однородные координаты на {\displaystyle \mathbb {P} ^{n}}. Рассматривать все эти многочлены не обязательно, для задания кривой достаточно выбрать, например, {\displaystyle F_{i,i}} и {\displaystyle F_{1,n-1}.}

## Альтернативная параметризация
Пусть {\displaystyle [a_{i}:b_{i}]} — {\displaystyle n+1} различных точек на {\displaystyle \mathbb {P} ^{1}.} Тогда многочлен
{\displaystyle G(s,t)=\Pi _{i=0}^{n}(a_{i}s-b_{i}t)}
является однородным многочленом степени {\displaystyle n+1} с различными корнями. Многочлены
{\displaystyle H_{i}(s,t)={\frac {G(s,t)}{(a_{i}s-b_{i}t)}}}
образуют базис пространства однородных многочленов степени n. Отображение
{\displaystyle [s:t]\mapsto [H_{0}(s,t):H_{1}(s,t):\ldots :H_{n}(s,t)]}
также задаёт рациональную нормальную кривую. Действительно, мономы {\displaystyle s^{n},s^{n-1}t,s^{n-2}t^{2},\ldots ,t^{n}} являются всего лишь одним из возможных базисов в пространстве однородных многочленов, и его можно перевести линейным преобразованием в любой другой базис.
Данное отображение отправляет нули многочлена {\displaystyle G(s,t)} в «координатные точки», то есть точки, все однородные координаты которых, кроме одной, равны нулю. Обратно, рациональная нормальная кривая, проходящая через эти точки, может быть задана параметрически при помощи некоторого многочлена {\displaystyle G.}

## Свойства
- Любые {\displaystyle n+1} точки на рациональной нормальной кривой в {\displaystyle \mathbb {P} ^{n}} линейно независимы. Обратно, любая кривая с таким свойством является рациональной нормальной.
- Для любых {\displaystyle n+3} точек в {\displaystyle \mathbb {P} ^{n},} таких что любые {\displaystyle n+1} из них линейно независимы, существует единственная рациональная нормальная кривая, проходящая через эти точки. Для построения такой кривой достаточно перевести {\displaystyle n+1} из точек в «координатные», а затем, если оставшиеся точки перешли в {\displaystyle [c_{0}:c_{1}:\ldots :c_{n}],[d_{0}:d_{1}:\ldots :d_{n}],} в качестве многочлена {\displaystyle G} выбрать многочлен, зануляющийся в точках {\displaystyle [a_{i}:b_{1}]=[c_{i}^{-1}:d_{i}^{-1}].}
- Рациональная нормальная кривая в случае {\displaystyle n>2} не является полным пересечением, то есть её невозможно задать числом уравнений, равным её коразмерности.[1]